# Vietnamesischer Maulwurf
Der Vietnamesische Maulwurf (Euroscaptor subanura) ist eine Säugetierart aus der Gattung der Südostasiatischen Maulwürfe innerhalb der Maulwürfe (Talpidae). Das Verbreitungsgebiet erstreckt sich über die Tiefländer des nördlichen Vietnams. Dort bewohnen die Tiere teils laubabwerfende Wälder, über ihre Lebensweise liegen aber nur wenige Informationen vor. Kennzeichen der Art sind die geringe Größe, ein langgestreckter Körper, ein dunkles Fell und ein ausgesprochen kurzer Schwanz. Im weiteren Erscheinungsbild gleicht sie durch den kurzen Hals und den grabschaufelartigen Händen den anderen Vertretern der Südostasiatischen Maulwürfe. Eine anatomische Besonderheit findet sich in den verdickten Rippen. Der Vietnamesische Maulwurf wurde im Jahr 2012 wissenschaftlich eingeführt. Die Gefährdung des Bestandes ist unbekannt.

## Merkmale

### Habitus
Der Vietnamesische Maulwurf ist einer der kleinsten Vertreter der Südostasiatischen Maulwürfe. Seine Kopf-Rumpf-Länge variiert von 11,0 bis 13,3 cm, die Schwanzlänge liegt bei 0,4 bis 0,5 cm. Damit erreicht der Schwanz nur durchschnittlich 3,6 % (2,0 bis 4,2 %) der Länge des restlichen Körpers, was im Vergleich zu anderen Südostasiatischen Maulwürfen den niedrigsten Wert darstellt. Einige untersuchte Tiere aus dem östlichen Teil des Verbreitungsgebietes am Ba Vì weisen mit 0,6 bis 0,7 cm und einem Verhältnis von rund 5,6 % aber durchschnittlich längere Schwänze auf, er erreicht dann die Ausmaße wie beim Pakho-Maulwurf (Euroscaptor parvidens). Der Schwanz bleibt vollständig unter dem Fell verborgen. Das Körpergewicht schwankt von 33,8 bis 43,0 g. Äußerlich erinnert der Vietnamesische Maulwurf an den Pakho-Maulwurf. Der Körper ist schlank sowie langgestreckt und zeichnet sich durch einen kurzen Hals aus, die Vordergliedmaßen ähneln zudem wie bei den anderen Südostasiatischen Maulwürfen Grabschaufeln. Das Fell erscheint am Rücken dunkelbraun und auf der Bauchseite silbrig-braun. Teile des Nackens der Vorderbeine und des Bauches sind fleckig dunkel orangefarben. Die Schnauze ist langgestreckt und nackt, sie verdickt sich nach hinten. Auf der Unterseite wird sie von warzenartigen Buckeln bedeckt, aus denen weißliche Vibrissen sprießen. Die Buckel stehen in Reihen, die wiederum winklig zueinander angeordnet sind. Die Nasenlöcher öffnen zur Seite, das Nasenpolster ist rund und ragt nach vorn. Die Augen bedeckt ein durchsichtiges Lid und liegen frei. Die Vorderfüße haben eine Länge von durchschnittlich 1,5 cm und eine Breite von 1,4 cm, die Hinterfüße sind 1,4 cm lang.

### Schädel- und Gebissmerkmale
Der Schädel wird 29,6 bis 31,8 mm lang und am Hirnschädel 13,2 bis 14,4 mm breit. Er ist kleiner, kürzer und breiter als der des Langnasen-Maulwurfs (Euroscaptor longirostris). Die Breite des Rostrums beträgt auf Höhe der Molaren 6,7 bis 8,0 mm, auf Höhe der Eckzähne 3,6 bis 4,3 mm. Die Jochbögen setzten jeweils am hinteren Jochbein an und verlaufen nahezu parallel zueinander mit nur einer geringen Krümmung im vorderen Bereich. Die Paukenblase ist aufgebläht und der vordere Bereich nach vorn gewölbt, was mit dem Pakho-Maulwurf übereinstimmt und vom Langnasen-Maulwurf mit seiner abgeflachten Paukenblase abweicht. Der Kronenfortsatz des Unterkiefers endet breit. Der Unterkiefer selbst misst 18,3 bis 20,6 mm in der Länge.
Im Gebiss sind insgesamt 44 Zähne mit folgender Zahnformel ausgebildet: {\displaystyle {\frac {3.1.4.3}{3.1.4.3}}}. Im oberen Gebiss nehmen die Schneidezähne von vorn nach hinten an Größe ab, die gesamte Schneidezahnreihe formt ein Dreieck. Im unteren Gebiss sind die ersten beiden Schneidezähne dagegen nahezu gleich groß und überragen den letzten. Der obere Eckzahn und alle oberen Prämolaren haben jeweils zwei Wurzeln. Der erste Prämolar ist größer als der zweite und nahezu gleich groß zum dritten. An den Zahnkronen besteht je ein kleiner Nebenhöcker, am vierten Prämolar ist der Haupthöcker gut entwickelt und groß. Im Unterkiefer zeigen die Prämolaren im Unterschied zu den meisten Vertretern der Südostasiatischen Maulwürfe nur geringe Größenschwankungen. Der vorderste Vormahlzahn ist außerdem kleiner als bei anderen Arten und übertrifft den Eckzahn nur um das 1,5fache. Die Molaren werden wie bei anderen Maulwürfen auch durch spitze Höcker charakterisiert. Bei den vorderen beiden oberen Mahlzähnen überragt lippenseitig der Metaconus den Paraconus, was beim Pakho- und beim Langnasen-Maulwurf nicht der Fall ist. Auf dem letzten oberen Mahlzahn zeigt sich das Verhältnis der beiden Höcker zueinander eher ausgeglichen. Das Mesostyl, ein kleiner Höcker zwischen diesen beiden Haupthöckern, ist nicht geteilt. In diesem Merkmal gleicht der Vietnamesische Maulwurf dem Pakho-Maulwurf, unterscheidet sich aber von anderen Euroscaptor-Arten. Im Unterkiefer erreicht lippenseitig das Protoconid die doppelte Höhe des Hypoconids. Ersterer ist außerdem nach hinten verschoben, wodurch das Trigonid, der erhöhte Bereich des Zahns mit den Haupthöckern, schmaler ist als bei anderen Arten. Weiterhin fehlte am Talonid, dem tiefer liegenden Bereich des Mahlzahns, in den einer der Haupthöcker der Oberkiefermolaren bei Gebissschluss greift, ein zusätzlicher kleiner Nebenhöcker, das Hypoconulid. Dadurch entsteht zwischen den Mahlzähnen ein kurzes Diastema, das bei anderen Arten der Südostasiatischen Maulwürfe nicht vorkommt. Die Länge der oberen Zahnreihe beträgt 11,4 bis 13,1 mm, die der unteren 10,2 bis 11,1 mm. Die Mahlzähne nehmen davon jeweils 4,4 bis 5,5 und 4,6 bis 5,6 mm ein.

### Skelettmerkmale
Die Wirbelsäule besteht aus 7 Hals-, 13 Brust-, 6 Lenden-, 6 Kreuzbein- und 9 Schwanzwirbeln, was insgesamt 41 ergibt. Die Anzahl der Schwanzwirbel ist gering, bei den meisten anderen Vertretern der Südostasiatischen Maulwürfe liegt sie bei 12 bis 14. Markant sind die Rippen, die eine jeweils breite Form haben und durch ihre weit nach hinten gebogenen Ansätze sehr eng beieinander gerückt sind, was dem Brustkorb einen „gepanzerten“ Eindruck gibt. Es stellt ein einzigartiges Merkmal des Vietnamesischen Maulwurfs dar. Das Becken ist schlank und kurz, vor allem am Sitzbein. Rund zwei Drittel der Länge des Beckens werden von der Verbindung des Sitz- und Darmbeins mit dem Kreuzbein eingenommen. Der Oberarmknochen ähnelt dem anderer Maulwürfe, ist aber graziler als beim Langnasen- und kürzer als beim Pakho-Maulwurf.

### Genetische Merkmale
Der diploide Chromosomensatz lautet 2n = 38. Dieser verteilt sich auf 7 metazentrische, 3 subtelozentrische und 8 akrozentrische Autosomenpaare. Das X-Chromosom ist klein und metazentrisch, das Y-Chromosom ebenfalls klein und fleckenförmig.

## Verbreitung und Lebensraum

Verbreitungsgebiet des Vietnamesischen Maulwurfs

Der Vietnamesische Maulwurf kommt im nördlichen Vietnam vor. Das Verbreitungsgebiet ist über mehrere Provinzen verteilt, es reicht im Süden von der Provinz Nghệ An nach Norden über die Provinzen Phú Thọ und Vĩnh Phúc bis zur Provinz Tuyên Quang. Im Osten erstreckt es sich bis zum Massiv des Ba Vì. Die genauen Grenzen sind nicht bekannt, weiter südlich schließt sich das Verbreitungsgebiet von Euroscaptor ngoclinhensis an, nach Norden das des Kuznetsov-Maulwurfs (Euroscaptor kuznetsovi) und des La-Touche-Maulwurfs (Mogera latouchei). Da Maulwürfe selten gemeinsam in einem Gebiet auftreten, scheinen dies limitierende Faktoren für die Verbreitung des Vietnamesischen Maulwurfs darzustellen. Der Lebensraum umfasst die teils laubwerfenden Wälder und niedrigen Kalksteinrücken der Tiefländer. Bisher wurde die Art nicht in Grasländern und Farmgebieten angrenzend an die Wälder gefunden. Die Höhenverbreitung beschränkt sich bisher auf 200 bis 450 m. In der Provinz Vĩnh Phúc ist zwar auch der Kuznetsov-Maulwurf belegt, doch bewohnt diese Art weitaus höhere Gebirgslagen.

## Lebensweise
Über die Lebensweise ist kaum etwas bekannt. Die Tiere graben unterirdische Tunnel und hinterlassen dabei große Auswurfhügel. Es wurden aber auch oberirdische Pfade dokumentiert. Im November und Dezember gesammelte Tiere besaßen wenig vergrößerte Hoden oder eine kaum entwickelte Gebärmutter, auch trug bisher kein gefangenes Weibchen Föten. Allerdings wies ein Männchen im Januar geschwollene Hoden auf, so dass die Paarungszeit möglicherweise in dem Zeitraum danach stattfindet.

## Systematik
Der Vietnamesische Maulwurf ist eine eigenständige Art innerhalb der Gattung der Südostasiatischen Maulwürfe (Euroscaptor), der neun weitere zugerechnet werden. Die Südostasiatischen Maulwürfe gehören wiederum zur Familie der Maulwürfe (Talpidae) und bilden innerhalb dieser einen Teil der Tribus der Eigentlichen Maulwürfe (Talpini). Diese bestehen aus den zumeist grabenden Vertretern der Maulwürfe, andere Angehörige der Familie leben dagegen nur teilweise unterirdisch, bewegen sich oberirdisch fort oder sind an eine semi-aquatische Lebensweise angepasst. Nach molekulargenetischen Untersuchungen lassen sich die Südostasiatischen Maulwürfe in zwei Verwandtschaftsgruppen unterteilen, die westliche longirostris-Gruppe um den Langnasen-Maulwurf (Euroscaptor longirostris) und die östliche parvidens-Gruppe um den Pakho-Maulwurf (Euroscaptor parvidens). Letzterer sowie Euroscaptor ngoclinhensis stellen die nächsten Verwandten des Vietnamesischen Maulwurfs dar. Die longirostris-Gruppe und die parvidens-Gruppe trennten sich bereits im Verlauf des Oberen Miozäns vor gut 10 bis 7 Millionen Jahren voneinander. Vom Pakho-Maulwurf weicht der Vietnamesische Maulwurf auch im Karyotyp ab, der bei ersterem aus 36, bei letzterem aus 38 Chromosomenpaaren besteht. Andere Südostasiatische Maulwürfe weisen zwischen 34 und 36 Paare auf. Entgegen der hier dargestellten Verwandtschaftsverhältnisse erbrachte eine genetische Studie aus dem Jahr 2023 eine engere Bindung des Vietnamesischen Maulwurfs an die Ostasiatischen Maulwürfe (Mogera).
Die wissenschaftliche Erstbeschreibung des Vietnamesischen Maulwurfs erfolgte im Jahr 2012 durch ein Forscherteam um Shin-Ichiro Kawada. Ihr gingen mehrere Expeditionen in den Jahren 2007 und 2008 in das Tam-Đảo-Gebirge in den nordvietnamesischen Provinzen Vĩnh Phúc und Tuyên Quang voraus. Dort war das Vorkommen einer Maulwurfsart in höheren Gebirgslagen bekannt (ursprünglich dem Langnasen-Maulwurf zugewiesen, im Jahr 2016 aber als Kuznetsov-Maulwurf (Euroscaptor kuznetsovi) beschrieben). Ein lokaler Bewohner informierte die Expeditionsteilnehmer über kleine Maulwürfe am Fuße des Gebirges. Insgesamt wurden während der Feldforschungen sechs Individuen gefangen, die als Basis für die Beschreibung dienten. Der Holotyp bildet ein ausgewachsenes Männchen aus dem Distrikt Sơn Dương in der Provinz Tuyên Quang. Der Artname subanura setzt sich aus den lateinischen Vorsilben sub- für „unter-“ oder „nahe“ und an- für „nicht-“ und dem griechischen Wort ουρά (ourá) für „Schwanz“ zusammen. Er bedeutet also übersetzt so viel wie „nahezu ohne Schwanz“ und bezieht sich auf das definierende anatomische Merkmal. In der Folgezeit konnte die neue Art mehrfach im nördlichen Vietnam dokumentiert werden.

## Bedrohung und Schutz
Aufgrund zu weniger Informationen über Verbreitung, Ökologie und potentielle Gefahren wird Euroscaptor subanura von der IUCN in der Kategorie „ungenügende Datenlage“ (data deficient) gelistet. Die Tiere kommen in mehreren Naturschutzgebieten vor, so im Nationalpark Tam Đảo, im Nationalpark Xuan Son und im Nationalpark Ba Vì, außerdem noch im Naturreservat Na Hang und im Naturreservat Pu Huong.